# Риџсајд (Тенеси)
Риџсајд (енгл. Ridgeside) град је у америчкој савезној држави Тенеси.

## Демографија
По попису из 2010. године број становника је 390, што је 1 (0,3%) становника више него 2000. године.
| Група             | 2000.       | 2010.       |
| Белци             | 359 (92,3%) | 350 (89,7%) |
| Афроамериканци    | 20 (5,1%)   | 25 (6,4%)   |
| Азијати           | 0 (0,0%)    | 4 (1,0%)    |
| Хиспаноамериканци | 3 (0,8%)    | 4 (1,0%)    |
| Укупно            | 389         | 390         |